# Tonometrie
Mit Tonometrie (von tónos, τόνος, griechisch „Druck, Spannung“, und metron, μἐτρον, griechisch „das Maß“) wird die Messung des Augeninnendrucks bezeichnet, dessen Erhöhung über den Normalwert hinaus in der Regel einen der wichtigsten, jedoch nicht den einzigen, Risikofaktor für einen grünen Star (Glaukom) darstellt. Er wird in mmHg gemessen und beträgt bei einem gesunden Erwachsenen zwischen 10 und 21 mmHg. Verfahren, bei denen es zwischen Auge und Messgerät, dem Tonometer, zu einem direkten Kontakt kommt, erfordern zuvor eine lokale Betäubung der Hornhaut mittels Tropfen, damit die Messung schmerzfrei verläuft. Da der intraokulare Druck zu verschiedenen Tageszeiten unterschiedlich hoch sein kann, wird dieser bei entsprechender Indikation mehrmals hintereinander über den Tag und die Nacht verteilt gemessen und zu einem sogenannten Tagesdruckprofil zusammengefasst. Die Bewertung der Messergebnisse ist Augenärzten vorbehalten. Ein Glaukom kann auch dann vorliegen, wenn der Augeninnendruck innerhalb des o. g. Normalbereichs liegt, und ein erhöhter Augeninnendruck außerhalb des Normbereichs begründet lediglich einen Glaukomverdacht.

## Messverfahren

### Applanationstonometrie

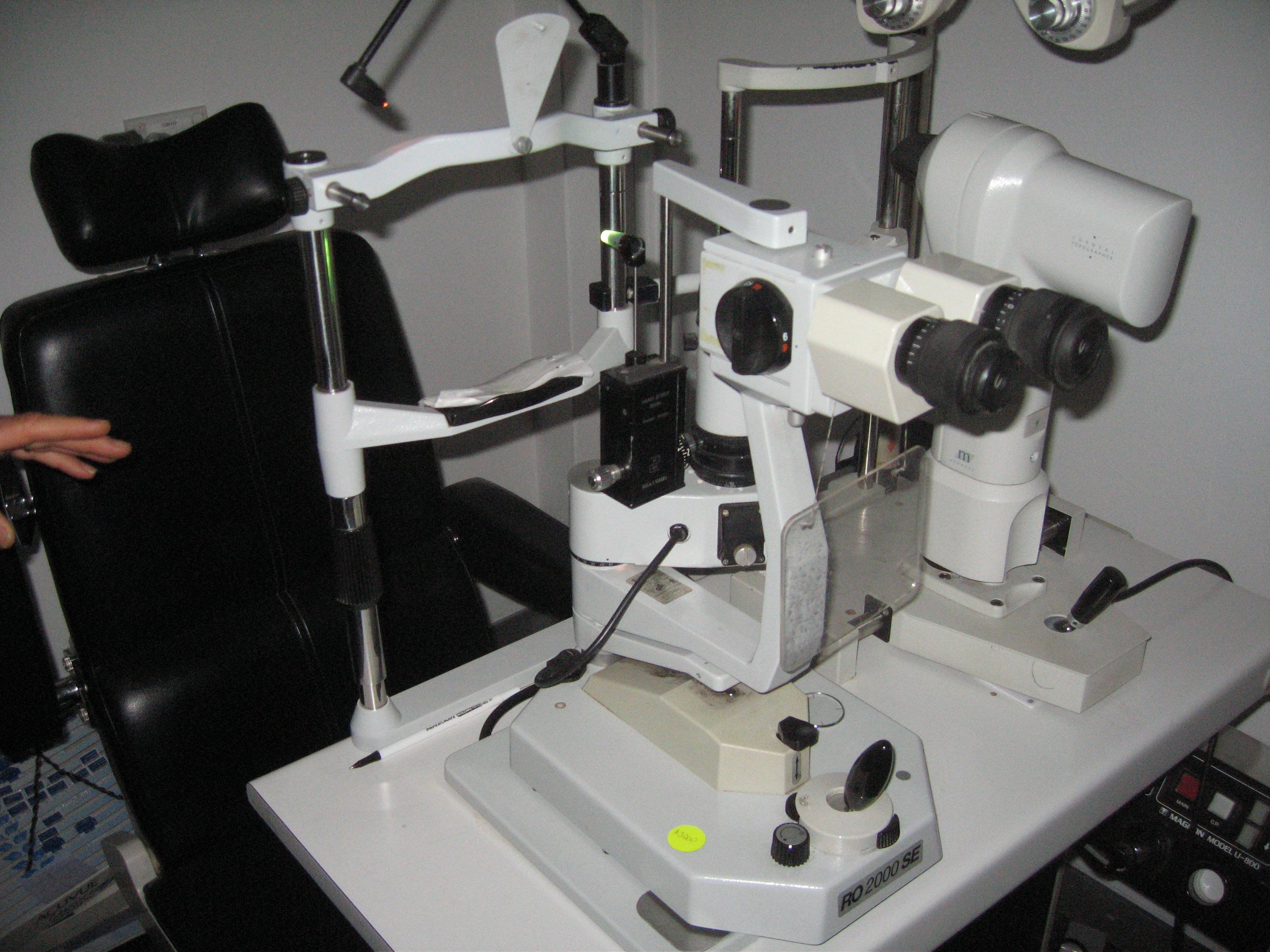
Goldmann-Tonometer

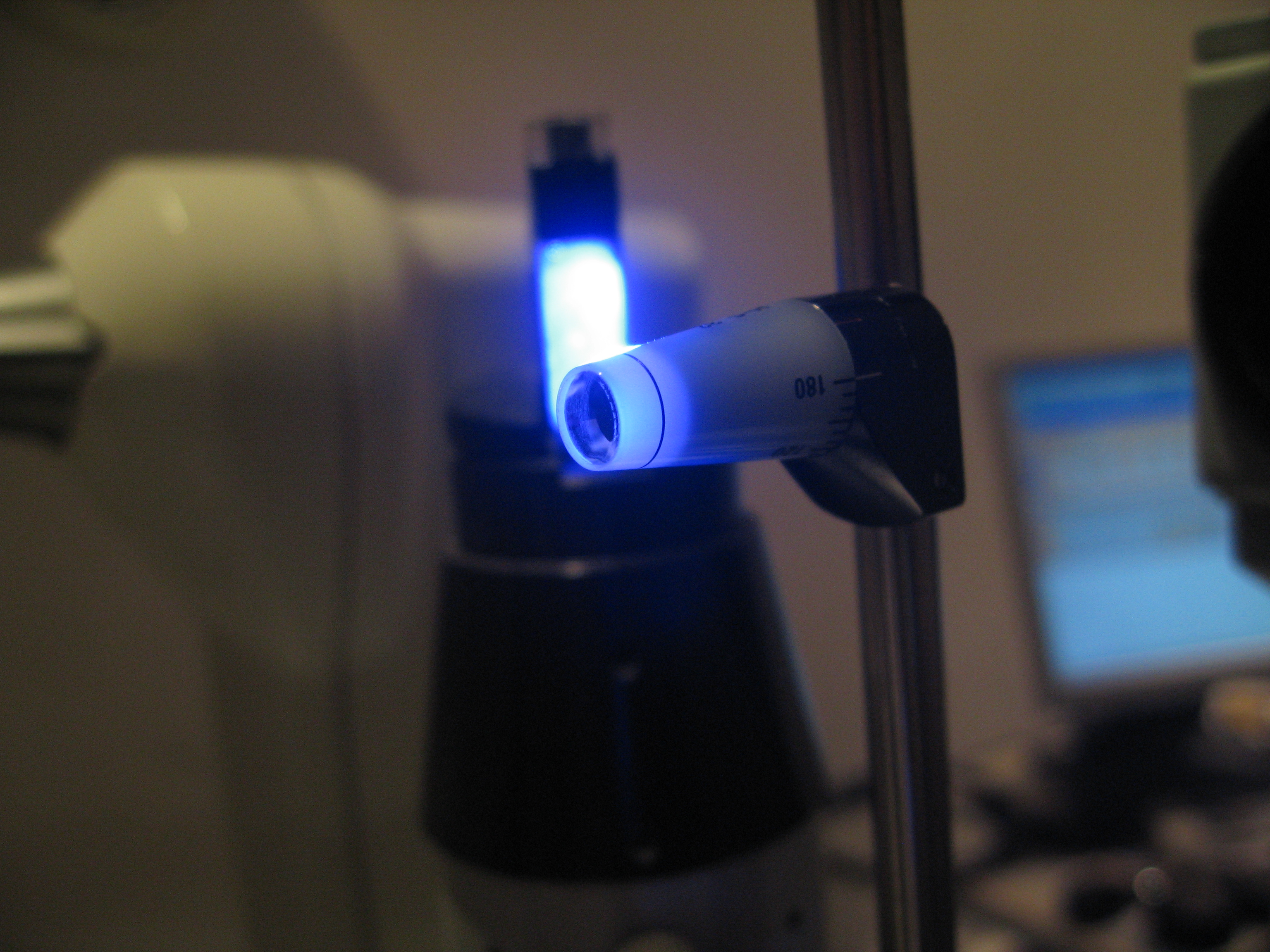
Spaltlampe mit Applanationstonometer

Eine gängige und genaue Methode ist die Applanationstonometrie (planus, lat.: „flach, eben, platt“), die der österreichisch-schweizerische Ophthalmologe Hans Goldmann 1974 entwickelte. An einem speziellen augenärztlichen Untersuchungsgerät, der Spaltlampe, ist hierbei ein kleiner Messkörper angebracht. Bei der Untersuchung wird die Kraft gemessen, die notwendig ist, seine plane Vorderfläche mit einem Durchmesser von 3,06 mm (Fläche = 7,35 mm²) mit der Hornhaut in Kontakt zu bringen und diese abzuplatten. Zur visuellen Überprüfung des Kontakts zwischen Hornhaut und Messkörper durch den Untersucher wird zuvor eine wässrige Lösung des Farbstoffs Fluorescein in den Bindehautsack geträufelt. Die aufgewendete Kraft wird durch eine Federwaage erzeugt, die an eine Messtrommel gekoppelt ist. Von dieser kann man den Druck unmittelbar ablesen. Es gibt auch Applanationstonometer, die in der Hand gehalten werden, um eine Inspektion an beispielsweise liegenden Personen durchführen zu können.
Verschiedene Studien verweisen bei der Applanationstonometrie auf eine Korrelation von Hornhautdicke und ermittelten Druckwerten. Bei Menschen mit sehr dicker Hornhaut könne danach das Messergebnis fälschlicherweise zu hoch ausfallen, bei Personen mit sehr dünner Hornhaut zu niedrig. Insbesondere nach refraktiven Operationen, bei denen die Hornhaut „verdünnt“ wurde, sollen solche Messfehler auftreten können. Es wird deshalb empfohlen, insbesondere bei entsprechenden Patientengruppen, vor der Messung des Augeninnendrucks die Hornhautdicke zu bestimmen. Dies geschieht meistens mit einem sogenannten Pachymeter. Der richtige Wert könne dann über einen Umrechnungsfaktor anhand einer Korrekturtabelle ermittelt werden. Andere Studien kommen jedoch zu dem Ergebnis, dass applanatorisch gemessene Druckwerte bei Patienten mit einer dicken Hornhaut kein Artefakt seien, und empfehlen im Zweifelsfall eine Druckwertbestimmung mittels intraokularer Drucksonde.
Jedoch haben auch andere Hornhauteigenschaften wie Steifigkeit und Viskoelastizität Einfluss auf die Messgenauigkeit des Augeninnendrucks. Im Bedarfsfall empfehlen sich daher auch andere hornhautunabhängige Messungen.

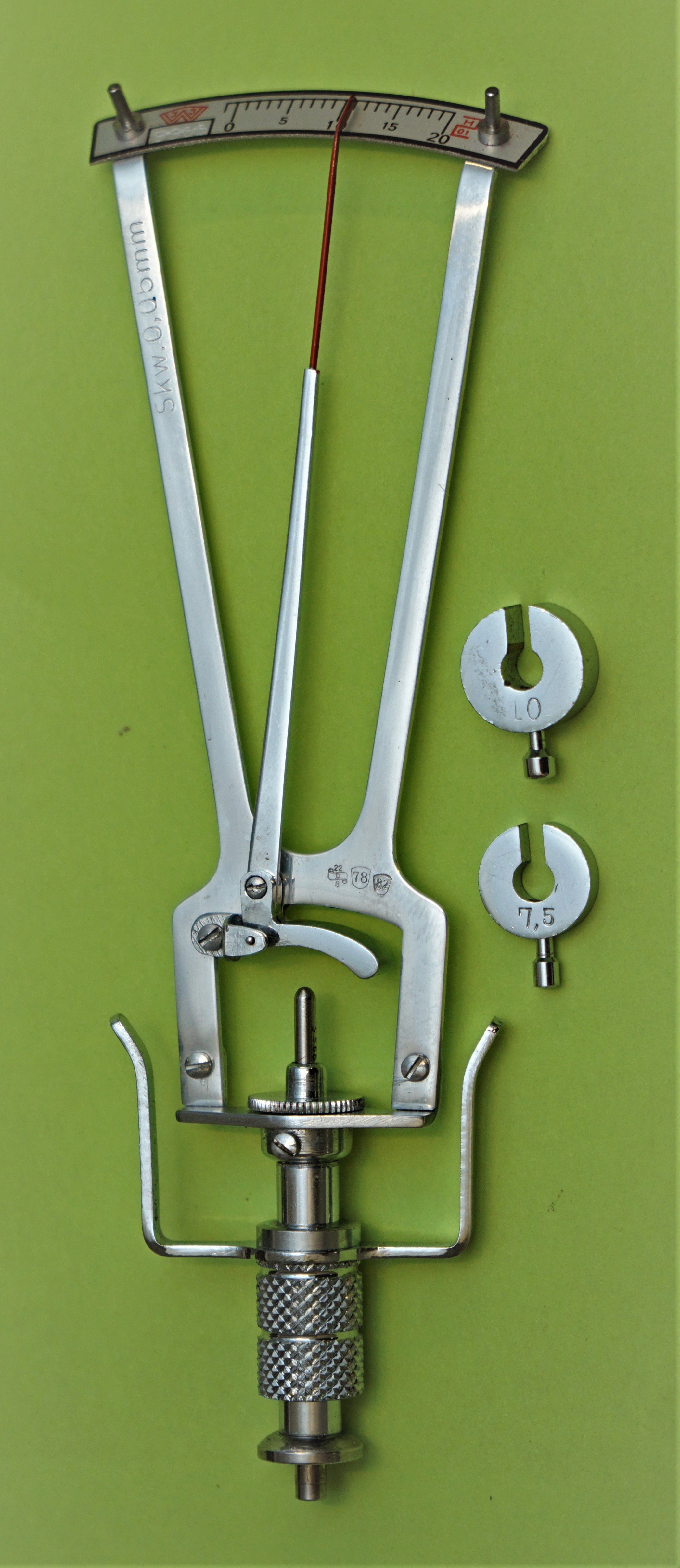
Schiötz-Tonometer

### Impressionstonometrie
Ein älteres Verfahren der Augeninnendruckmessung ist die Impressionstonometrie (impressio, lat.: „Eindringen, Eindruck“). Das hierfür in der Regel verwendete Schiötz-Tonometer, benannt nach dessen Entwickler, dem norwegischen Augenarzt Hjalmar August Schiøtz (1850–1927), ist ein einfaches Gerät, das von Hand auf die anästhesierte Hornhaut des auf dem Rücken liegenden Patienten aufgesetzt wird. Es zeigt an, wie tief ein Metallstift mit definiertem Gewicht die Hornhaut eindellt. Die Tiefe ist vom Augeninnendruck abhängig. Skalenwerte, verwendete Gewichte und ermittelte Ergebnisse sind in einer Eichtabelle aufgeführt. Ein Problem der Impressionstonometrie ist, dass die verwendeten Instrumente nur auf Augen mit einer durchschnittlichen Dehnungsfähigkeit der Skleren geeicht sind (Rigidität). Bei abnormer Rigidität (zum Beispiel bei Myopie) zeigt die Eichtabelle falsche Werte für den Augeninnendruck an. Aus diesem Grund ist die Applanationstonometrie die Methode der Wahl.

### Non-Contact-Tonometrie (NCT)
Eine Verfahrensweise, bei der es nicht zu einer Berührung zwischen Auge und Messinstrument kommt, stellt die Non-Contact-Tonometrie (NCT) dar. Der Augeninnendruck wird mittels eines Impulses mit kurzzeitig erhöhtem Luftdruck gemessen. Vom Untersuchungsablauf her ist diese Methode für den Probanden zwar angenehmer, wegen der apparativ, nicht systemisch bedingten geringeren Messgenauigkeit ist sie jedoch nicht uneingeschränkt aussagefähig.
Während impressions- und applanationstonometrische Untersuchungen ausschließlich eine augenärztliche Tätigkeit darstellen, finden Inspektionen und Screenings des intraokularen Drucks mittels NCT zunehmend auch bei Augenoptikern Anwendung.

### Transpalpebrale Sclerale Tonometrie
Die Transpalpebrale Sclerale Tonometrie bezieht sich auf die Methode zur Messung des Augeninnendrucks durch das Augenlid. Sie vermeidet den direkten Kontakt mit der Hornhaut und arbeitet nach dem Rückstoßprinzip, jedoch durch das Augenlid hindurch (transpalpebral). Der Anwender setzt das Gerät auf das Oberlid auf und löst die Messung aus. Die Funktion des Sensors erfüllt eine frei verschiebbare Stange, die bei ihrem Senken mit der elastischen Augenfläche im Bereich der Sclera zusammenwirkt. Der Patient kann sitzen oder liegen, muss jedoch in einem 45°-Winkel nach oben blicken. Bei der Anwendung dieser Methode ist keine Lokalanästhesie erforderlich.
Mit dieser Methode sind Ergebnisse der Augeninnendruckmessung unabhängig vom biomechanischen Zustand der Hornhaut und sollen nicht mit Pachymeter korrigiert werden.

### Dynamic Contour Tonometrie

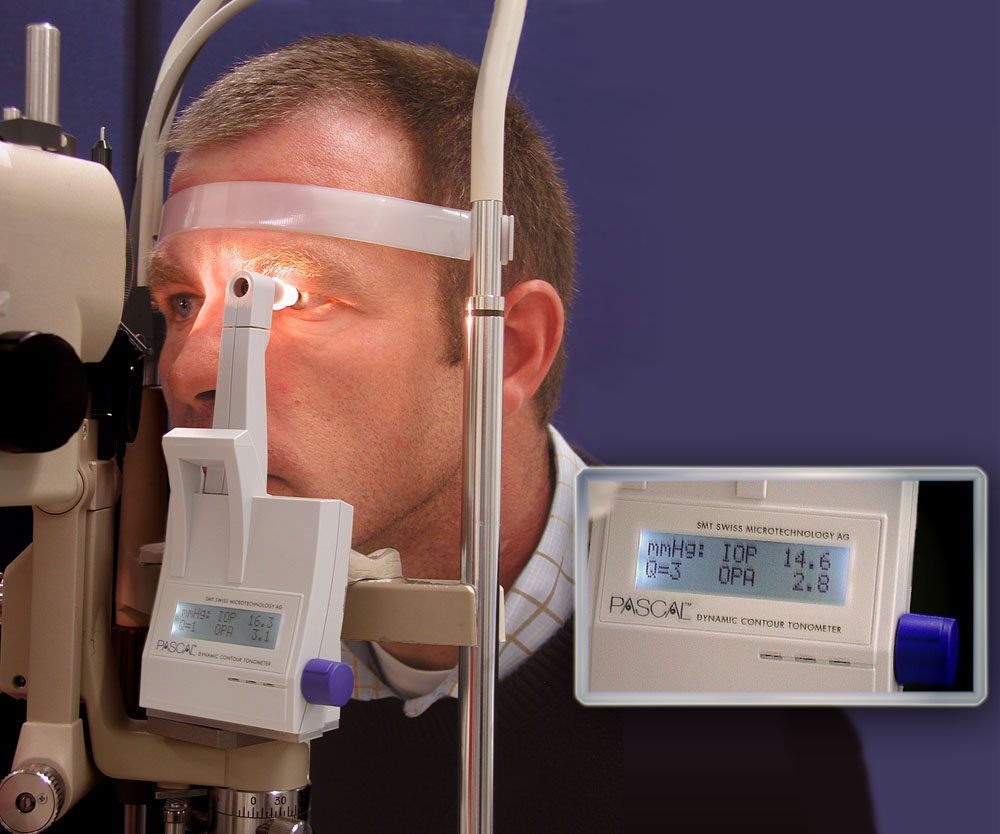
Dynamic Contour Tonometer PASCAL

Ein neueres Verfahren stellt die sogenannte Dynamic Contour Tonometrie (DCT) dar. Das dynamische Messprinzip unterscheidet sich grundsätzlich von der statischen Applanationstonometrie, weil es die Hornhaut nicht abplattet, sondern der der Hornhaut nachempfundene Messkopf die Hornhaut in ihren natürlichen, spannungsfreien Zustand bringt. Die Wölbung der Hornhaut unter dem Messkopf wird nur leicht verringert (flacher). Der Druck zwischen Messkopf und Hornhaut entspricht dann dem Augeninnendruck. Ein im Tonometerkopf eingebauter Drucksensor kann so den Augendruck direkt und weitestgehend unabhängig von Hornhauteinflüssen aufnehmen. Die erreichte Präzision erlaubt es, Pulskurven des Augendrucks, die vom Herzschlag ausgelöst werden, ähnlich wie in einem EKG darzustellen.
Die Genauigkeit wurde in vivo in intrakameralen Vergleichsmessungen bestätigt. Dabei wurde gezeigt, dass die DCT-Messungen besser als mit einem Fehler von 1 mmHg mit dem tatsächlichen Augendruck korrelieren und die Hornhautdicke nur einen minimalen Einfluss auf die Messung hat. Die Wiederholbarkeit und Reproduzierbarkeit der dynamischen DCT-Messungen erwies sich zudem als besser als mit den gängigen statischen Applanationstonometern oder mit den Non-Contact-Tonometern bei Einzelimpuls.
Nach Augenoperationen wie LASIK oder Crosslinking, welche die Eigenschaften der Hornhaut verändern, werden Ergebnisse von DCT-Messungen offenbar weniger verzerrt als bei Applanationsmethoden.

### Eyemate
Noch in der Erforschung befindet sich das Verfahren einer kontinuierlichen Messung über 24 Stunden und dies über lange Zeiträume, welches ein Mikrosensor mit der Bezeichnung Eyemate ermöglichen soll, der 2017 die CE-Zulassung erhalten hat und an den Universitäts-Augenkliniken Aachen und Bochum einer Reihe von ausgewählten Patienten erfolgreich implantiert wurde. Die Augendruckwerte werden hierbei von dem in die Vorderkammer positionierten Chip auf ein vom Patienten in Augenhöhe gehaltenes Lesegerät und anschließend telemetrisch zum behandelnden Augenarzt übertragen. Man verspricht sich mit dieser Methode eine bessere Kontrolle der über den Tag und die Nacht häufig vorkommenden massiven Druckschwankungen.

## Blickrichtungstonometrie
Eine blickrichtungsabhängige Augeninnendruckmessung wird zur diagnostischen Beurteilung beim Krankheitsbild der endokrinen Orbitopathie durchgeführt. Hintergrund dieser Untersuchung ist, dass eine durch diese Erkrankung bedingte, entzündliche Volumenzunahme der Augenmuskeln bei Änderung der Blickrichtung zu einer Kompression des Augapfels führen und dadurch der Intraokulardruck ansteigen kann. Die gleiche Symptomatik kann sich bei einer Orbitabodenfraktur einstellen.

## Tonographie
Im Gegensatz zur Tagesdruckkurve wird eine über einen Zeitraum von wenigen Minuten konstant durchgeführte Messung des Kammerwasserabflusses und die Aufzeichnung einer entsprechenden Verlaufskurve der daraus resultierenden Druckabsenkung Tonographie genannt. Das Verfahren gilt als zuverlässige Methode zur Früherkennung eines Glaucoma simplex.

## Kosten
Die Messung des Augeninnendruckes wird als Vorsorgemaßnahme kontrovers beurteilt: Während der Medizinische Dienst des Spitzenverbandes Bund der Krankenkassen sie als „tendenziell negativ“ einschätzt, hält der Direktor der Uni-Augenklinik Mainz Norbert Pfeiffer „ein allgemeines Screening [für] absolut sinnvoll.“ Auch die wissenschaftlich orientierte Deutsche Ophthalmologische Gesellschaft befürwortet die Glaukomfrüherkennungsuntersuchung, in welcher die Tonometrie enthalten ist. Das Robert Koch-Institut schreibt 2017: „Eine frühzeitige Diagnostik des Glaukoms ist wichtig, weil erkennbare strukturelle Veränderungen am Sehnervenkopf noch vor den funktionellen Beeinträchtigungen entstehen.“ Die Kosten hierfür werden von den gesetzlichen Krankenkassen in Deutschland jedoch nicht übernommen, so dass sie eine individuelle Gesundheitsleistung (IGeL) darstellt. Ist die Messung des Augeninnendrucks allerdings medizinisch erforderlich, etwa nachdem ein Glaukom bereits sicher diagnostiziert wurde oder bei langfristiger Cortisontherapie, sind die Kosten mit der Behandlungspauschale abgegolten. Als Grund dafür, dass die Kosten nicht generell im Rahmen eines Glaukom-Screenings übernommen werden, gibt der Gemeinsame Bundesausschuss die „unbekannte Zuverlässigkeit des Tests bei Personen ohne spezifische Beschwerden oder Risikofaktoren“ an.